# Miss Mundo 1956
Miss Mundo 1956 foi a 6ª edição do concurso de beleza feminino de Miss Mundo. O certame idealizado e produzido pelo gerente de vendas publicitárias da Mecca Leisure Group, Eric Douglas Morley, foi realizado no dia 15 de outubro de 1956. Tendo como palco o Lyceum Theatre, o concurso reuniu vinte e quatro (24) candidatas de diferentes países e teve transmissão parcial da BBC. A vencedora do certame foi a representante da Alemanha, Petra Schürmann, pela primeira vez enfaixada e coroada por sua antecessora, a venezuelana Carmen Susana Dujim. 

## O concurso

### Convites para América Latina
Eric Morley estava esperançoso de que a vitória de uma latina no Miss Mundo levaria mais países da região a se interessarem em participar de seu concurso, no entanto, não foi bem isso que aconteceu. Embora o triunfo da menina venezuelana no ano anterior tenha sido amplamente divulgado nos diferentes países da América Central e do Sul, isso não foi suficiente para despertar o interesse de outras nações latino-americanas em participar do evento. Talvez fosse por uma questão econômica ou, talvez, porque eles pensariam que outra latina não poderia vencer este concurso consecutivamente. 
Enquanto esteve em Long Beach para o Miss Universo 1956, Morley fez novos convites, desta vez, para duas candidatas que conseguiram entrar no grupo de semifinalistas do evento, as representantes do Peru e de Cuba. A nação peruana foi convidada pela primeira vez a competir no Miss Mundo, mas, por razões desconhecidas, sua atual Miss Rosa Loresita "Lolita" Sabogal Morzan não competiu, enquanto Cuba seria representada por sua rainha de 1956, Marcia Rodríguez Echevarría. Outro país latino-americano convidado foi o Brasil, que seria representado pela segunda colocada no concurso Miss Brasil daquele ano, Leda Brandão Rau, mas nenhum deles foi concretizado, especula-se que fosse por razões econômicas. 

### Desistências
Além de Honduras, outros países cancelaram seus concursos nacionais de beleza em 1956, como foi o caso da Noruega e Monte Carlo (Mônaco), devido à falta de interesse das jovens em se apresentar. O Ceilão também foi incapaz de realizar seu concurso tradicional devido aos distúrbios violentos ocorridos em junho daquele ano entre a maioria cingalesa e a minoria étnica tâmil. No entanto, Morley fez convites para outros 30 países e, a princípio, eles aprovaram, incluindo quatro da América Latina (Brasil, Cuba, Peru e Venezuela). Essas trinta nações participariam da sexta edição da Miss Mundo, que seria realizada novamente em Londres em outubro de 1956. Morley queria, dessa maneira, igualar-se ao Miss Universo, que havia recebido candidatas de igual número de países em sua edição daquele ano. 
Mas nem todos chegariam ao concurso. Além da retirada do Brasil, Cuba e Peru, a primeira rainha da beleza escolhida no país africano da Costa do Marfim, Marthe Niankoury, não compareceu ao concurso devido a problemas de visto. O Canadá também foi convidado pela primeira vez e eles enviariam a Miss Canadá 1956, Dorothy Germaine Moreau para o evento mas não havia como obter recursos financeiros para enviá-la para Londres. A beleza canadense participou do Miss América 1957, realizado em setembro de 1956 em Atlantic City, conseguindo estar entre os 10 semifinalistas. 
Por outro lado, a Austrália recebeu um novo convite para competir. Morley queria que a Miss Austrália 1955, Maureen Kistle, fosse eleita em novembro daquele ano, já que o prêmio da rainha da beleza australiana era uma viagem a Londres. No entanto, Maureen decidiu adiantar sua viagem à capital britânica para dezembro, já que ela não teria mais o apoio financeiro para retornar em outubro, pouco antes de entregar sua coroa nacional. Morley, muito angustiado, enviou uma carta a um importante jornal australiano para ajudá-lo a encontrar uma nova representante. O pedido foi publicado em um anúncio que procurava uma rainha da beleza australiana que tinha planos de viajar para Londres no período entre 7 e 16 de outubro, mas nenhuma apareceu. 
Morley ficou feliz por ter sido organizado um concurso exclusivo para o Miss Mundo no Japão. O concurso foi realizado no dia 9 de setembro, em Tóquio, e a vencedora foi a modelo Midoriko Tokura, de 20 anos. As demais finalistas foram Masako Shinoyama e Tokue Nakano, ambas com 19 anos e a disputa teve um total de 1.500 jovens pré-registradas. Na África do Sul, o jornal "Die Landstem" conquistou os direitos da Miss Mundo e, pela primeira vez, realizou um concurso de Miss África do Sul. No entanto, não houve evento como tal. As jovens interessadas em participar enviaram suas próprias fotos para o jornal e as finalistas foram escolhidas. Uma vez selecionadas as finalistas, a vencedora foi escolhida pelo voto popular. A sortuda foi Norma Vorster, 19, de Durban. Por outro lado, na Alemanha, os organizadores locais decidiram não enviar sua vencedora para a o concurso londrino, e sim sua segunda colocada (Petra Schurmann), porque ela lidava melhor com o inglês. 

### Noite final
A cantora britânica Joan Regan entreteve o público em um intervalo musical, enquanto os juízes colocavam a posição final de cada uma das seis finalistas, mais uma vez, usando o sistema de votação por maioria. O veredicto resultou na seguinte ordem: Na sexta posição, Suécia, Eva Bränn, uma estenógrafa de 20 anos da cidade de Timrå, ganhando 25 libras. Rye Nielsen, natural de Frederiksberg, que ganhou um prêmio de 50 libras. O quarto lugar correspondia a uma das grandes favoritas, Miss Japão, a modelo profissional Midoriko Tokura de 20 anos, de Tóquio, que levou £ 60. Como ganhadora de £ 75 e o terceiro lugar foi Miss Israel, Rina Weiss, 19 anos, soldada de Tel Aviv. O segundo lugar, e pelo terceiro ano consecutivo, foi para a Miss Estados Unidos, Betty Lane Cherry, uma loira de Orangeburg, Carolina do Sul, 20, outra favorita, que levou para casa um prêmio de 100 libras. Quando perguntada pela mídia, a americana disse: "Eu nunca pensei que venceria, então não foi uma decepção". Todos as finalistas receberam flores e um pequeno troféu. 
Finalmente, a vencedora acabou sendo a Miss Alemanha, Hildegard Petra Susanna Schürmann, modelo e estudante da Universidade de Colônia, 23 anos de idade, olhos verdes, um metro e oitenta e cinco de altura, 110 quilos de peso e medidas 36-20-33, tornando-se a primeira alemã e a garota mais velha, até então, a conquistar o cobiçado título de beleza. Petra, como preferia ser chamada, recebeu a coroa da rainha cessante, a venezuelana Susana Duijm, que foi a primeira Miss Mundo na história a coroar sua sucessora. No momento da coroação, o diadema escorregou e caiu, mas Susana conseguiu pegá-lo e colocá-lo novamente na cabeça da nova rainha. Como prêmio, a novíssima Miss World ganhou um cheque de 500 libras esterlinas, um carro esportivo conversível RT-3, cortesia da Lex Garage Ltd, uma xícara de prata cortesia do Sunday Dispatch e um enorme buquê de flores, além de uma viagem com todas as despesas pagas a Paris. 

### Campeã
Hildegard Petra Susanna Schürmann nasceu em Mönchengladbach em 15 de setembro de 1933. Ela era a caçula de três irmãos e cresceu em Wuppertal. Em 1953, aos 20 anos, mudou-se para Wipperfürth, onde estudou História da Arte. Ela estudava Filosofia na Universidade de Colônia na época em que venceu o concurso. Mais tarde, ela se tornou uma top model e uma atriz reconhecida. No início dos anos 60, começou a trabalhar na rede de rádio e televisão alemã Bayerischer Rundfunk, destacando-se mais tarde como apresentadora de televisão em Munique. 
A partir de então, ela foi a anfitriã de vários programas das redes ARD e ZDF, como o "Saturday Club". Foi editora-chefe da revista "Münchner Merkur". Ela trabalhou como atriz de cinema e televisão em vários filmes e séries entre 1960 e 1996. Seu primeiro filme, "Mit Himbeergeist geht alles besser", foi filmado no ano de 1960. Ela se formou em Filosofia em 1966 e passou a escrever vários livros sobre isso. Ela ficou noiva em 1964 aos 31 anos de idade, mas não se casou até 1973 com o Dr. Gerhard Freud, um médico que era casado na época com a atriz alemã Marianne Koch. Com ele, Petra teve uma filha chamada Alexandra em 1967. Em 1979 ela voltou a Londres como jurada no concurso Miss Mundo daquele ano. 
Sua filha morreu em um acidente de carro em 2001 aos 34 anos de idade e Petra nunca se recuperou da perda, caindo em uma depressão profunda. Após a morte de sua filha, Petra publicou um livro, "Undineine Nacht vergeht wie ein Jahr", e às vezes participava de debates na televisão, mas praticamente se aposentou da vida pública. Ela ficou viúva em 2008 após 35 anos de casamento. Posteriormente, ela teve um relacionamento com o empresário Felix Raslag, que era 35 anos mais novo que ela, mas devido à sua depressão, ela perdeu completamente a fala. 
Durante seus últimos anos de vida, ela morou em uma fazenda de sua propriedade localizada às margens do Lago Starnberg, perto dos Alpes Bávaros, onde morreu na tarde de quinta-feira, 14 de janeiro de 2010, aos 76 anos, devido a pneumonia. Ela foi enterrada no cemitério de Starfberg Aufkirchen. 

## Resultados
| Posição   | País e Candidata                     |
| Vencedora | - Alemanha - Petra Schürmann         |
| 2º. Lugar | - Estados Unidos - Betty Lane Cherry |
| 3º. Lugar | - Israel - Rina Weiss                |
| 4º. Lugar | - Japão - Midoriko Tokura            |
| 5º. Lugar | - Dinamarca - Anne Rye Nielsen       |
| 6º. Lugar | - Suécia - Eva Bränn                 |

## Jurados
Ajudaram a definir a campeã: 
1. Anthony Steel, ator e cantor;
2. Charles Creed, fashion designer;
3. Val Parnell, ator, diretor e apresentador de TV;
4. Charles Eade, editor do jornal "Sunday Dispatch";
5. Lady Clarissa Eden, Condessa de Avon e esposa de Anthony Eden;
6. Claude Berr, membro do comitê "Miss Europa";
7. Lydia Lyle Russell, duquesa de Bedford;
8. Stirling Moss, automobilista;
9. Anita Ekberg, atriz;

## Candidatas
Disputaram o título este ano: 
| - África do Sul - Norma Vorster - Alemanha - Petra Schürmann - Áustria - Margaret Scherz - Bélgica - Madeleine Hotelet - Dinamarca - Anne Rye Nielsen - Egito - Norma Dugo - Estados Unidos - Betty Lane Cherry - Finlândia - Sirpa Helena Koivu - França - Geneviève Solare Cuzin - Grã-Bretanha - Iris Alice Kathleen Waller - Grécia - Maria Paraloglou - Holanda - Ansje Johanna van Pothoven | - Irlanda - Amy Kelly - Islândia - Agusta Gudmundsdóttir - Israel - Rina Weiss - Itália - Angela Portaluri - Japão - Midoriko Tokura - Marrocos - Lydia Marin - Nova Zelândia - Jeannette de Montalk - Suécia - Eva Bränn - Suíça - Yolande Daetwyler - Tunísia - Pascaline Agnes - Turquia - Suna Özekin - Venezuela - Celsa de Jesús Piery |

## Histórico

### Desistências
- Brasil - Lêda Brandão Rau

- Canadá - Dorothy Germaine Moureau

- Cuba - Marcia Rodríguez Echevarría

- Costa do Marfim - Marthe Niankoury

- Peru - Rosa Dolores "Lolita" Sabogal Morzan